# Atlantic Avenue (metropolitana di New York)
Atlantic Avenue è una fermata della metropolitana di New York, situata sulla linea BMT Canarsie. Nel 2014 è stata utilizzata da 535 041 passeggeri.
È servita dalla linea L 14th Street-Canarsie Local, sempre attiva.